# Spaelotis defuncta
Spaelotis defuncta là một loài bướm đêm trong họ Noctuidae.